# Hucisko Nienadowskie
Hucisko Nienadowskie – wieś w Polsce, położona w województwie podkarpackim, w powiecie przemyskim, w gminie Dubiecko.

## Geografia
Miejscowość jest położona w północno-wschodniej części gminy Dubiecko.
Przez środek wsi przepływa potok Kamieniec. Dookoła wsi wznoszą się wzgórza do około 450 m n.p.m.

## Integralne części wsi
| SIMC    | Nazwa       | Rodzaj    |
| ------- | ----------- | --------- |
| 0600510 | Dół         | część wsi |
| 0600527 | Góra        | część wsi |
| 0600533 | Górka       | część wsi |
| 0600540 | Kopce       | część wsi |
| 0600556 | Serwinówka  | część wsi |
| 0600562 | Za Potokiem | część wsi |

## Historia
W zapisach źródłowych nazwa tej miejscowości pojawia się w 1785 r., jako wieś wchodząca w skład parafii Dubiecko. Wcześniej, bo już w 1441 r. funkcjonuje nazwa Hololasz, która zdaniem A. Fastnachta, historyka ziemi sanockiej, jest miejscowością występującą pod późniejszą i obecną nazwą Hucisko Nienadowskie.
Według spisu ludności z 1857 r. wieś ta liczyła 461 mieszkańców.
Słownik Geograficzny Królestwa Polskiego z 1880 r. tak opisuje tę miejscowość:
Wieś w powiecie przemyskim, 32 km na północny zachód od Przemyśla a 6 km na północ od Dubiecka. Na zachód sąsiaduje z Hutą Drohobycką i Drohobyczką, na południe ze Śliwnicą i Nienadową. Okolica wzgórzysta. W północno-zachodniej stronie wsi wznosi się punkt jeden do 404 m n.p.m. a na granicy powiatu dochodzi do Raczyna 452 m. Na południe od wsi rozłożył się las Jodłowski dział ze szczytem 378 m wysokim. Przez środek wsi płynie od północy na południe potok Kamieniec, dopływ Sanu i zbiera wszystkie dopływy od prawego i lewego brzegu. Właścicielem był Eustachy Hrabia Dembiński.